# Назипов, Мухаметхамат Габдулфартович
Мухаметхамат Габдулфартович Назипов (род. 10 сентября 1961) — советский и российский легкоатлет, специалист по бегу на длинные дистанции и марафону. Выступал на профессиональном уровне в 1988—2006 годах, победитель и призёр ряда крупных международных стартов на шоссе, участник чемпионата мира в Штутгарте. Мастер спорта России международного класса.

## Биография
Мухамет Назипов родился 10 сентября 1961 года.
Дебютировал в марафоне в сезоне 1988 года, когда на соревнованиях в Ужгороде с результатом 2:14:06 стал седьмым.
В 1989 году в беге на 10 000 метров был шестым на Мемориале братьев Знаменских в Волгограде и девятым на чемпионате СССР в Горьком. Будучи студентом, представлял Советский Союз на Всемирной Универсиаде в Дуйсбурге — в программе марафона показал время 2:19:40, закрыв десятку сильнейших.
В 1990 году стал вторым на Кливлендском марафоне (2:15:40) и третьим на Мельбурнском марафоне (2:23:15).
В 1991 году финишировал вторым на Марракешском марафоне (2:14:04), шестым на Кливлендском марафоне (2:18:11), 11-м на Венецианском марафоне (2:23:31).
В 1992 году одержал победу на Марракешском марафоне (2:12:40), стал третьим на Римском полумарафоне (1:03:28), пятым на Туринском марафоне (2:14:58), третьим на Кливлендском марафоне (2:20:00), 12-м на Реймсском марафоне (2:19:56).
В 1993 году занял 29-е место на марафоне в О-де-Сен (2:21:02), второе место на Кливлендском марафоне (2:12:15). Имея достаточно высокие результаты, вошёл в состав российской сборной и выступил на чемпионате мира в Штутгарте — в марафоне показал время 2:24:07, расположившись в итоговом протоколе соревнований на 20-й строке.
В 1994 году вновь выиграл Марракешский марафон (2:12:05), занял 22-е место на Марафоне озера Бива (2:18:40), сошёл с дистанции марафона на чемпионате Европы в Хельсинки, был третьим на Пекинском марафоне (2:11:35).
В 1995 году показал 11-й результат на Парижском марафоне (2:12:08), 12-й результат на марафоне в Кане (2:20:32), 18-й результат на чемпионате мира по полумарафону в Бельфоре (1:03:02), 14-й результат на Чхунчхонском марафоне (2:23:52).
В 1996 году выиграл полумарафон в Ливерпуле (1:04:46), финишировал шестым на Пекинском марафоне (2:12:28).
В 1997 году стал седьмым на Парижском марафоне (2:13:05), третьим на марафоне в Монако (2:14:10).
В 1998 году был пятым на Парижском марафоне (2:11:01), 13-м в марафоне на чемпионате Европы в Будапеште (2:15:12), пятым на Пекинском марафоне (2:15:39).
На Парижском марафоне 1999 года с результатом 2:11:58 занял 11-е место.
В 2000 году с личным рекордом 2:10:35 стал девятым на Лондонском марафоне, получил серебро на полумарафоне в Ливерпуле (1:06:04).
В 2001 году превзошёл всех соперников на Остинском марафоне (2:11:14), стал третьим на марафоне в Нашвилле (2:13:49) и на марафоне Twin Cities в Сент-Поле (2:14:31).
В 2002 году занял 29-е место на Бостонском марафоне (2:22:56), восьмое место на Сибирском международном марафоне (2:22:02), девятое место на полумарафоне в Ливерпуле (1:10:46), 14-е место на марафоне Twin Cities в Сент-Поле (2:22:03) и на Стамбульском марафоне (2:29:38).
В 2003 году финишировал вторым на марафоне в Нашвилле (2:13:15) и восьмым на марафоне в Дулуте (2:17:21).
В 2004 году стал седьмым на Сибирском международном марафоне (2:22:32).
В 2005 году показал 11-й результат на Стамбульском марафоне (2:20:28), 22-й результат на марафоне в Ла-Рошель (2:28:09).
В 2006 году занял пятое место на Сибирском международном марафоне (2:19:33) и на этом завершил спортивную карьеру.
За выдающиеся спортивные достижения удостоен почётного звания «Мастер спорта России международного класса».
Впоследствии занимал должность директора Спортивной школы олимпийского резерва «Яр Чаллы» в Набережных Челнах.